# Jerónimo López de Ayala y Álvarez de Toledo y del Hierro
Jerónimo López de Ayala y Álvarez de Toledo y del Hierro (1862-1934), comte de Cedillo va ser un historiador, escriptor, arxiver i polític espanyol, membre de la Reial Acadèmia de la Història.

## Biografia
Nascut el 4 de desembre de 1862 a Toledo, va ostentar els títols de comte de Cedillo i cavaller de l'hàbit de Calatrava. Membre de nombre de la Reial Acadèmia de la Història des de 1898 —abans n'havia estat corresponent des de 1889—, va ser col·laborador del Butlletí de la Societat Espanyola d'Excursions i un dels fundadors d'aquesta institució en 1893, a més de, més endavant, president. En el pla polític va ser senador per la província de Toledo a la fi de la dècada de 1910, regidor de l'Ajuntament de Madrid, membre de l'Assemblea Nacional Consultiva de Primo de Rivera i diputat provincial de Madrid. Casat amb María dels Dolores Morenés i García-Alesson, va morir el 15 de març de 1934 en Roma.

## Obres
Entre les seves obres s'hi troben títols com Toledo: guía artistico-práctica (1890); Jovellanos como cultivador de la historia (1891), sobre Gaspar Melchor de Jovellanos; Canigó: leyenda pirenaica del tiempo de la Reconquista (1898), traducció del català Jacint Verdaguer; El cardenal Cisneros, gobernador del reino: Estudio histórico (1921), sobre la figura de Francisco Jiménez de Cisneros; Ocios poéticos de el Conde de Cedillo (1925); La leyenda del palacio: novela segoviana (1926); o Catálogo monumental de la provincia de Toledo (1959); entre d'altres.